# 솔로몬 린다
솔로몬 린다(영어: Solomon Linda 솔로몬 린다[*], 본명: 솔로몬 포폴리 린다(영어: Solomon Popoli Linda 솔로몬 포폴리 린다[*]), 1909년 12월 8일~1962년 10월 8일)는 남아공 남자 싱어송라이터 1세대 가운데 일원으로 일컬어지는 음악인이다.
대영제국 직할 지배령 지역구 나탈 식민지 시대의 포메로이 근교 구역에서 태어난, 남아프리카 연방 시대와 남아프리카 공화국 초기 시대의 싱어송라이터 출신의 음악가이자 밴드 리더였던 인물이다. 본명(full name, 풀 네임)은 솔로몬 포폴리 린다(영어: Solomon Popoli Linda 솔로몬 포폴리 린다[*])이고, 애칭은 솔로몬 응첼레(영어: Solomon Ntsele 솔로몬 응첼레[*])이기도 하다.
생전에 그가 이끈 음악 그룹인 《솔로몬 린다와 이브닝 버즈(영어: Solomon Linda and the Evening Birds)》는 이른바, '이시키타미야'라는 한 분야의 음악 장르를 개척한 선구자들의 단체였다. 40세가 될 때까지 독신남인양 비혼으로 지내다가, 당시 27세였던 13년 연하녀(1922년생~2006년졸)와 1949년 결혼하여, 어언 13년 남짓 후 1962년에 솔로몬 린다 자신이 신장염으로 인하여 향년 53세로 병사(사망)할때까지, 당시 40세의 미망인이었던 아내와의 사이에 자녀는 2남 2녀(4명)를 두었다.

## 생애

### 음반 녹음 이전
1909년 12월 8일, 당시 영국(대영제국)의 지배령 지역구(식민지)였던 나탈 식민지(지금의 남아프리카 공화국)의 포메로이 근처에서 태어났다. 그는 어린 시절 많은 시간을 할머니의 집에서 소를 기르며 보냈고, 1914년부터는 할머니 집 근처의 고든 메모리얼 미션 스쿨(12년제 초중고등학교)의 기숙생으로 지내면서 찬송가, 서구적인 사회 질서, 서양의 선교 문화를 배웠으며 합창 대회에 참여했다. 이 중 찬송가(찬가)와 합창 대회(중창회 포함)는 그가 여러 음악 장르를 접하는 계기가 됐다. 이때부터 그는 음악에 깊은 관심을 보였고 결혼식과 지역에서 열리는 행사에서 자신이 작곡한 곡을 불렀다.
1917년, 그는 4학년을 끝으로 학교를 중퇴했고 1930년 당시에 요하네스버그로 이주했다. 그는 1931년에 가구점에서 잠시 일했고, 같은 해 그만두고 나서, 삼촌이 다른 사람과 공동으로 이끌던 음악 그룹 '이브닝 버즈'에서 활동하기 시작했다. 이후 1933년에 그룹이 해체됐고, 그는 같은 해 칼턴 호텔에서 일하기 시작했다. 그러다 그는 포메로이 출신의 사람들을 모아 자신이 리더가 된 새 '이브닝 버즈'를 결성했다. 그들은 결혼식장에서 시작해 활동 범위를 넓혀갔다.
그는 1938년에 갤로 레코드 회사 소유의 공장에서 음반 포장일을 하기로 결정했다.

### Mbube
1938년, 스카우트가 솔로몬과 그의 그룹 이브닝 버즈를 발견했고 그들은 스카우트의 도움을 받아 에릭 갤로의 녹음 스튜디오에서 여러 곡을 녹음했다. 녹음된 곡 중 《Mbube》는 1948년까지 100,000장 이상이 팔리며, 그를 남아프리카 연방의 스타로 만들어줬으며, 남아프리카 공화국 최초의 "히트"라 불릴만한 곡이었다.
이 곡은 그가 11세 때인 1920년에 처음 작곡했으며 제목은 줄루어로 사자를 의미한다. 그는 녹음 직후 갤로 레코드 회사에 헐값에 곡의 저작권을 팔았다. 이는 그가 문맹이었기 때문이다. 이후 1948년에 그는 곡에 대한 전세계적인 권리를 남아프리카 음반사에 2달러에 넘겼다. 1949년엔 앨런 로맥스가 피트 시거에게서부터 이 곡을 보냈는데 피트가 이 곡에 관심을 갖고 곡에 손을 대 자신의 그룹 위버스와 《Wimoweh》로 발매했다. 피트는 솔로몬에게 1,000달러 수표를 보냈다.
1961년 조지 데이비드 웨이스가 곡을 편곡했는데, 그는 편곡한 곡에게 《The Lion Sleeps Tonight》란 이름을 붙였다. 이는 더 토큰스·피트 시거·쳇 앳킨스 등의 각 장르 분야의 가수가 따로따로 다시 불러서 큰 성공을 거뒀다. 또한 이 곡은 150명 이상의 음악가가 불렀다.

### 이후
그러나 그는 피트 시거의 수표 이외에는, 거의 저작권 관련 보상을 받지 못했다. 그는 1959년, 이브닝 버즈와 공연하던 중 쓰러졌고, 그 뒤 신장병 판정을 받았다. 이후 1962년 10월 8일, 신장염으로 인하여 요하네스버그의 소웨토에서 25달러만 남긴 채 빈곤 속에서 사망했다. 당시 그는 1949년 9월 8일 결혼한 배우자와 사이에는 4명(2남 2녀)의 자녀(4남매)가 있었다. 빈곤으로 인해 사후 18년이 지난 1980년에 묘비가 세워졌다.

### 사후
사후 2004년, 그의 후손들이 미국의 월트 디즈니 컴퍼니를 상대로 라이온 킹에서 그의 노래 《Mbube》를 사용한 대가로 160만 달러의 로열티를 요구하는 소송을 제기했다. 본래는 애빌린 뮤직이 상대였으나 소송이 불가능해서 라이선스 사용자인 디즈니를 고소했다. 이후 법정에 가기 전에 애빌린 뮤직이 합의금을 전달했고, 솔로몬이 작곡가 명단에 오르고 로열티를 받게 되는 것으로 결론이 났다. 유가족의 변호인은 만족한다고 밝혔다.